# Crossostephium
Crossostephium és un gènere de plantes pertanyents a la família Asteràcies. Comprèn 8 espècies descrites i només tres acceptades. Són originàries de la Xina.
El gènere va ser descrit per Christian Friedrich Lessing i publicat a Linnaea 6: 220. 1831.

## Espècies acceptades
- Crossostephium artemisioides Less.
- Crossostephium chinense (A.Gray ExL.) Makino
- Crossostephium foliosa (Nutt.) Rydb.